# Сергей Прокудин-Горски
Сергей Михайлович Прокудин-Горски (на руски: Сергей Михайлович Прокудин-Горский, чуйте на руски) е един от първите фотографи, експериментирал с цветна фотография.

## Биография
Той е роден в Русия, град Муром, Владимирска губерния и получава химическо образование. Учи с известни за времето си химици в Санкт Петербург, Берлин и Париж. Счита се за един от пионерите на цветната фотография. През 1909 г. е забелязан от цар Николай II, който кани Прокудин-Горский в двора си. Царят осигурява на фотографа средства и разрешение да осъществи делото на живота си. През следващото десетилетие Прокудин-Горский обикаля империята със специална стая за проявяване на снимки, разположена в железопътен вагон, предоставен от царя. За този период той прави над 10 хиляди цветни снимки.
Напуска Русия през 1918 г. след Октомврийската революция и се установява със семейството си в Париж. Приблизително половината от негативите му са конфискувани от съветските власти при напускането му. Почива на 27 септември 1944 г. в Париж, месец след освобождаването на града.
През 1948 г. Библиотеката на Конгреса на Съединените щати купува останалите снимкови материали от наследниците на Прокудин-Горский.

## Галерия
- Православна църква в Смоленск.
- Алим-Хан (1880 – 1944), емир на Бухара.
- Вероятно Бухара, затвор, 1907 г.
- Тбилиси, 1900-те.
- Суздал, 1912 г.